# Tervel Pulev
Tervel Venkov Pulev est un boxeur bulgare né le 10 janvier 1983 à Sofia.

## Carrière
Médaillé de bronze aux Jeux olympiques de Londres en 2012, sa carrière amateur est également marquée par deux médailles d'argent aux championnats d'Europe de Moscou en 2010 et d'Ankara en 2011 dans la catégorie poids lourds.

## Palmarès

### Jeux olympiques
- Médaille de bronze en -91 kg aux Jeux de 2012 à Londres, Angleterre

### Championnats d'Europe de boxe amateur
- Médaille d'argent en -91 kg en 2011 à Ankara, Turquie
- Médaille d'argent en -91 kg en 2010 à Moscou, Russie